# Серж Лифар де ля данс
«Серж Лифар де ля данс» — міжнародний балетний фестиваль, присвячений танцівнику, балетмейстерові, педагогу і теоретику балету Сержу Лифарю.
Проводиться з 1993 року, раз на два роки.

## Фестивалі за роками
На Четвертому фестивалі (1999 року) вдова Сержа Лифаря — графиня Ліліан д'Алефельдт-Лаурвіг передала Музею історичних коштовностей України на вічне зберігання «Золоту туфельку», прикрашену діамантами, яку Серж Лифар отримав від президента Франції Шарля де Голля.
П'ятий фестиваль «Серж Лифар де ля данс» пройшов у Києві 31 березня — 1 квітня 2001 і був присвячений 200-річчю першої балетної постановки в Києві і 96-річчю від дня народження Сержа Лифаря. На фестивалі було представлено балет «Ромео і Джульєтта» на музику Петра Чайковського з виконавцями — лауреатами III конкурсу імені Лифаря Надією Гончар і Сергієм Єгоровим. Варіації з балету «Сюїта в білому» Є. Лало виконав лауреата Першого і Другого конкурсів імені Лифаря Вадим Буртан. «Спляча красуня» і «Лебедине озеро» Петра Чайковського були поєднані з хореографією Маріуса Петіпа.
Фестиваль у 2021 році відбувся в Києві в листопаді. Українські артисти та запрошені солісти (Адамжан Бахтіяр і Адепхан Шугила з «Астана опера», Айдос Закан з «Дортмунд балет», Дар'я Кирик з Львівського національного театру та солісти Національної опери України: дует Олександра Стоянова і Катерини Кухар, дует Тетяни Льозової і Ярослава Ткачука, дует Анастасії Гурської та Андрія Гавришкіна, а також Ольга Голиця, Юлія Кулик, Анастасія Шевченко, студенти Академії Сержа Лифаря) виконали хореографію Лифаря та уривки з неокласичних вистав. Фестиваль відвідали Олена й Володимир Зеленські, Євген Нищук, Ольга Фреймут та інші гості. Ведуча фестивалю — дизайнер ювелірних прикрас Валерія Гузема.